# Mare de Déu de la Colònia Palà Vell
Mare de Déu de la Colònia Palà Vell és una obra del municipi de Navars (Bages) inclosa en l'Inventari del Patrimoni Arquitectònic de Catalunya.

## Descripció
L'església de la Colònia Palà Vell és una edificació de planta irregular i de petites dimensions, malgrat la gran alçada de les naus i de l'esblets campanar. Respon al corrent Esteticista, amb un mercat Historicisme Neogòtic reflex sobretot en les estructures internes de l'església i també en els elements decoratius del conjunt. Coberta amb voltes ogivals i de creueria té un absis poligonal. L'església, la seva planta, està condicionada per la proximitat de la Torre dels propietaris. La porta situada als peus dels campanar i també als peus de la façana principal que mira a llevant. La planta de clara tendència al quadrat, queda alterada per una capella de grans proporcions oberta a mur de ponent.

## Història
Manquen les dades precises per a saber l'arquitecte i l'any de la construcció de l'església de la Mare de Déu de la Mercé de Palà Vell; malgrat això correspon a la primera època de la construcció de la Colònia, finals del s. XIX -Principis del XX i el seu historicisme Neogòtic n'és un clar exponent.